# Geoica flavescens
Geoica flavescens är en insektsart. Geoica flavescens ingår i släktet Geoica och familjen långrörsbladlöss. Inga underarter finns listade i Catalogue of Life.